# Ніно Пасікашвілі
Ніно Пасікашвілі (груз. ნინო პასიკაშვილი; нар. 4 грудня 1991, Руставі, Грузія) — грузинська футболістка, півзахисниця, граючий президент клубу NIKE.

## Клубна кар'єра
Народилася в місті Руставі. Вихованка тбіліського «Динамо», перший тренер — Мая Джапарідзе. На батьківщині виступала за «Іверія» (Хашурі) та «Норчі Дінамоелі».
У сезоні 2012-2013 років грала за ФК «Мінськ» у жіночому чемпіонаті Білорусі. Навесні 2014 року переїхала до України, де підсилила «Житлобуд-1». У Вищій лізі України дебютувала 19 квітня 2014 року в переможному (4:0) домашньому поєдинку 1-о туру проти київського «Атекса». Ніно вийшла на поле на 46-й хвилині, замінивши Оксану Знайденову. У складі «Житлобуду-1» провела 3 матчі зимової першості України та 2 матчі Вищої ліги. Потім грала за «Надію-Дніпро». З 2014 по 2016 рік виступала за «Адана Ідманюрдуспор» у Першій лізі Туреччини.
5 лютого 2016 року підписала контракт зі стамбульським «Аташехір Беледієспор». Потім повернулася на батьківщину. З жовтня 2019 року по січень 2020 року виступала за столичний «Локомотіве». З 1 лютого 2020 року захищає кольори NIKE.

## Кар'єра в збірній
Виступала за дівочу збірну Грузії WU-17 та молодіжну збірну Грузії WU-19. У футболці національної збірної Грузії дебютувала 2009 року. Виступала в матчах кваліфікації чемпіонату світу 2015 року, в яких відзначилася 1 голом.

## Освіта
У 2014 році закінчила Горійський державний педагогічний університет. Потім здобувала освіту футбольного менеджера, у 2019 році закінчила GIPA.

## Статистика виступів

### Клубна
Станом на 4 червня 2017
| Клуб                   | Сезон     | Ліга         | Ліга  | Ліга | Континентальні | Континентальні | Національні | Національні | Загалом | Загалом |
| Клуб                   | Сезон     | Дивізіон     | Матчі | Голи | Матчі          | Голи           | Матчі       | Голи        | Матчі   | Голи    |
| ---------------------- | --------- | ------------ | ----- | ---- | -------------- | -------------- | ----------- | ----------- | ------- | ------- |
|                        | 2007–2012 |              |       |      | 6              | 0              | 9           | 0           | 15      | 0       |
| Загалом                | Загалом   |              |       | 6    | 0              | 9              | 0           | 15          | 0       |         |
| «Мінськ»               | 2012–2014 | Прем'єр-ліга | 15    | 3    | –              | –              | 3           | 1           | 18      | 4       |
| «Мінськ»               | Загалом   | Загалом      | 15    | 3    | –              | –              | 3           | 1           | 18      | 4       |
| «Адна Ідманюрдуспор»   | 2014–15   | Перша ліга   | 15    | 2    | –              | –              | 0           | 0           | 15      | 2       |
| «Адна Ідманюрдуспор»   | 2015–16   | Перша ліга   | 8     | 3    | –              | –              | 0           | 0           | 8       | 3       |
| «Адна Ідманюрдуспор»   | Загалом   | Загалом      | 23    | 5    | –              | –              | 0           | 0           | 23      | 5       |
| «Аташехір Беледієспор» | 2015–16   | Перша ліга   | 6     | 2    | –              | –              | 0           | 0           | 6       | 2       |
| «Аташехір Беледієспор» | 2016–17   | Перша ліга   | 24    | 1    | –              | –              | 0           | 0           | 24      | 1       |
| «Аташехір Беледієспор» | Загалом   | Загалом      | 30    | 3    | –              | –              | 0           | 0           | 30      | 3       |

## Досягнення
«Мінськ»
- Прем'єр-ліга
  -  Срібний призер (1): 2012

- Кубок Білорусі
  -  Фіналіст (1): 2012

- Суперкубок Білорусі
  -  Фіналіст (1): 2012

«Аташехір Беледієспор»
- Перша ліга Туреччини
  -  Срібний призер (1): 2015/16
  -  Бронзовий призер (1): 2016/17